# Гарріс Воффорд
Гарріс Лльовеллін Воффорд-молодший (англ. Harris Llewellyn Wofford, Jr.; 9 квітня 1926, Нью-Йорк — 21 січня 2019) — американський юрист і політик-демократ, був впливовим діячем американського руху за громадянські права та волонтерства.

## Біографія
Він служив у ВПС США під час Другої світової війни. У 1948 році Воффорд закінчив Чиказький університет, а потім навчався у Школі права Говардського університету і Єльському університеті. З 1954 року він працював адвокатом і був ад'юнкт-професором в Університеті Нотр-Дам. Крім того, до 1958 року він працював у Державному комітеті США з цивільних прав, за цей час став другом Мартіна Лютера Кінга. Під час президентської кампанії у 1960 році він порадив Джону Кеннеді створити Раду цивільних прав; її очолив досвідчений конгресмен Вільям Доусон з Чикаго і з Марджорі Лоусон. Після перемоги на виборах, Кеннеді призначив Воффорда особистим представником президента з питань громадянських прав. Протягом цього часу він також сприяв розвитку нового Корпусу миру, був його спеціальним представником по Африці, зокрема, відповідав за Ефіопію. 1963 Ліндон Джонсон, він був заступником директора.
У 1966 році він пішов з політики, щоб стати президентом Державного університету Нью-Йорка в Олд-Вестбері. У 1970 році він став президентом Коледжу Брін-Мор у штаті Пенсільванія і обіймав цю посаду до 1978 року.
Після семи років приватної юридичної практикою у Філадельфії, у 1987 році Воффорд був призначений губернатором Пенсільванії Робертом Кейсі міністром праці та промисловості штату. 4 квітня 1991 сенатор від Пенсільванії Джон Гайнц загинув в авіакатастрофі. Його місце у Сенаті США стало вільним, 8 травня того ж року поста губернатор Кейсі призначив сенатором Воффорда.
На спеціальних виборах у листопаді 1991 року він зіткнувся з Діком Торнбургом, колишній губернатор штату Пенсільванія і генеральний прокурор Сполучених Штатів в адміністраціях Рональда Рейгана і Джорджа Буша. Його перемога з більшістю у 10 % здивувала багатьох. Воффорд пізніше згадувався як один з кандидатів для висунення у віце-президенти у парі з Біллом Клінтоном на президентських виборах у 1992.
У 1994 році Воффорд не зміг переобратись, програвши конгресмену-республіканцю Ріку Санторуму.
Після своєї праці у Сенаті, він з 1995 по 2001 рік очолював Корпорацію національної і муніципальної служб, якою керувала AmeriCorps. Пізніше він також викладав в Університеті Меріленду у Коледж-Парку і працював у різних благодійних організаціях. У 2002 році він отримав John W. Gardner Leadership Award.
У 1948 році він одружився з Клер Ліндгрен, у подружжя двоє синів і донька.

## Вибрані праці
- Harris Wofford and Clare Wofford: India Afire, J. Day Co., New York 1951
- Harris Wofford: The Democratic Challenge; in: Foreign Policy 86 (весна 1992), S. 99-113
- Harris Wofford: Of Kennedys and Kings: Making Sense of the Sixties, Farrar, Straus, Giroux, New York 1980